# الجمعية الدستورية الإندونيسية
الجمعية الدستورية الإندونيسية كان هيئة عامة انتخبت عام 1955 لوضع دستور دائم لجمهورية إندونيسيا. دامت بين 10 نوفمبر 1956 إلى 2 يوليو 1959. تم حلها من قبل الرئيس سوكارنو في مرسوم صادر في 5 يوليو 1959 وأعاد تطبيق دستور 1945.

## خلفية
في 17 أغسطس 1945 أعلن سوكارنو استقلال جمهورية إندونيسيا. في اليوم التالي اعتمد اجتماع اللجنة التحضيرية للاستقلال الإندونيسي برئاسة الرئيس سوكارنو رسميًا دستور إندونيسيا، الذي وضعته لجنة التحقيق للعمل التحضيري للاستقلال في الأشهر التي سبقت الاستسلام الياباني. وذكر سوكارنو في خطاب أن الدستور "دستور مؤقت ... دستور بريق"، وأنه سيتم صياغة نسخة أكثر ديمومة عندما تسمح الظروف.
لم تقم هولندا بنقل السيادة رسمياً إلى إندونيسيا حتى عام 1949، وأنشئت الولايات المتحدة الإندونيسية. في 17 أغسطس من العام التالي تم حل هذه الولايات واستبدالها بالدولة الموحدة لجمهورية إندونيسيا برئاسة سوكارنو. تنص المادة 134 من الدستور المؤقت لعام 1950 على أن "تسن الجمعية الدستورية مع الحكومة في أقرب وقت ممكن دستور جمهورية إندونيسيا الذي سيحل محل هذا الدستور المؤقت.

## التنظيم
كانت الهيئة العليا داخل المجلس، مع سلطة اتخاذ القرارات المتعلقة بالدستور والمسائل المتعلقة به الجلسة العامة. أجزاء أخرى من الجمعية كانت مكوناته. كان عليها أن تجتمع مرتين في السنة على الأقل، وكانت ملزمة بالاجتماع إذا رأت لجنة إعداد الدستور ذلك ضروريًا بناءً على طلب خطي من عشر الأعضاء على الأقل. يجب أن تكون الاجتماعات مفتوحة للجمهور ما لم يطلب 20 عضوًا على الأقل خلاف ذلك. كان هناك 514 عضوا، عضو واحد لكل 150.000 مواطن إندونيسي. مطلوب أغلبية الثلثين للموافقة على دستور دائم.
قاد الجمعية رئيس وخمسة نواب رئيس انتخبوا من بين الأعضاء. مثلت لجنة إعداد الدستور جميع التجمعات داخل الجمعية، وكلفت بوضع مقترحات للدستور لمناقشتها في الجلسة العامة. تحت هذه اللجنة كانت اللجنة الدستورية التي كانت لديها السلطة لإنشاء لجان تتكون من سبعة أعضاء على الأقل حسب الحاجة لمناقشة مختلف جوانب الدستور، ولجان أخرى لمناقشة قضايا محددة أخرى.

## التكوين
أجريت انتخابات الجمعية الدستورية في ديسمبر 1955، لكن الجمعية انعقدت فقط في نوفمبر 1956. كان هناك ما مجموعه 514 عضو، يعكس التكوين بشكل عام تشكيل مجلس النواب الشعبي، الذي أسفرت الانتخابات عن نتائج مماثلة جدًا. مثل الهيئة التشريعية، لم يكن لأي حزب أغلبية إجمالية، وكانت أكبر أربعة أحزاب هي الحزب الوطني الإندونيسي وحزب ماشومي ونهضة العلماء والحزب الشيوعي الإندونيسي. كان هناك ما مجموعه 34 فصيلة ممثلة، مقسمة إلى ثلاث كتل، وفقا للشكل النهائي للدولة الإندونيسية التي يريدون رؤيتها.

## نهاية الجمعية الدستورية
أراد ناسوشون أن يحصل الجيش على الفضل في استعادة دستور عام 1945، وكان وراء المسعى لإيجاد آلية للقيام بذلك. يمكن تبرير مرسوم يعيد فرضه بحالة الطوارئ الحالية، ولكن كان يجب أيضًا إزالة الجمعية الدستورية من مكان الحادث. بمساعدة رابطة مناصري الاستقلال الاندونيسي كان حل ناسوشون هو أنه إذا رفضت أغلبية أعضاء الجمعية حضور الإجراءات ، فسوف يزول المجلس تلقائيًا. ولذلك أنشأت جبهة للدفاع عن بانكاسيلا، تتكون من 17 حزبًا صغيرًا تلتزم بهذا الاقتراح. قال الجيش والشرطة الوطنية في وقت لاحق أنهما سيحضران فقط للتصويت على حل الجمعية. في 15 يونيو 1959 اتصل مجلس وزراء جواندا بسوكارنو في الخارج، وأبلغه بخطط العمل المحتملة، بما في ذلك إصدار مرسوم. بعد أسبوعين عاد سوكارنو إلى إندونيسيا وقرر اعتماد مسار العمل هذا. في 5 يوليو 1959 بعد يومين من إبلاغ مجلس الوزراء بقراره، أصدر قرارًا بحل الجمعية التأسيسية وإعادة فرض دستور 1945.